# イバイロ・イバノフ
イバイロ・イバノフ（Ivaylo Ivanov　1994年7月20日- ）はブルガリアのモンタナ 出身の柔道選手。階級は81kg級と90kg級。身長180cm。

## 経歴
2010年のヨーロッパカデ選手権73kg級で優勝した。2013年にはヨーロッパジュニア81kg級で3位になると、U23ヨーロッパ選手権では優勝した。2015年にはグランドスラム・アブダビででIJFワールド柔道ツアー初優勝を果たした。2016年にはグランドスラム・パリで2位、グランプリ・サムスンで優勝、ヨーロッパ選手権とグランドスラム・東京では3位になった。リオデジャネイロオリンピックでは準々決勝でアメリカのトラビス・スティーブンスに敗れるなどして7位だった。2019年にはグランプリ・マラケシュとミリタリーワールドゲームズで優勝、グランドスラム・バクーでは2位だった。2020年のヨーロッパ選手権では2位になった。2021年のワールドマスターズだった。7月に日本武道館で開催された東京オリンピックでは3回戦でウズベキスタンのシャロフィディン・ボルタボエフに敗れた。その後階級を90kg級に上げると、2022年のヨーロッパオープン・プラハで優勝した。
なお、サンボの世界選手権では2013年に82kg級で3位、2014年には2位となっている。
IJF世界ランキングは2932ポイント獲得で12位(25/4/21現在)。

## 主な戦績
- 2010年 - ヨーロッパカデ選手権　優勝(73kg級)

81kg級での戦績
- 2013年 - ヨーロッパジュニア　3位
- 2013年 - U23ヨーロッパ選手権　優勝
- 2015年 - グランドスラム・アブダビ　優勝
- 2015年 - U23ヨーロッパ選手権　2位
- 2015年 - グランプリ・青島　3位
- 2016年 - グランドスラム・パリ　2位
- 2016年 - グランプリ・デュッセルドルフ　3位
- 2016年 - グランプリ・サムスン　優勝
- 2016年 - ヨーロッパ選手権　3位
- 2016年 - グランドスラム・バクー　2位
- 2016年 - リオデジャネイロオリンピック　7位
- 2016年 - グランドスラム・東京　3位
- 2017年 - グランプリ・デュッセルドルフ　3位
- 2019年 - グランプリ・テルアビブ　2位
- 2019年 - グランプリ・マラケシュ　優勝
- 2019年 - グランドスラム・バクー　2位
- 2019年 - グランプリ・ブダペスト　3位
- 2019年 - ミリタリーワールドゲームズ　優勝
- 2020年 - ヨーロッパ選手権　2位
- 2021年 - ワールドマスターズ　3位

90kg級での戦績
- 2022年 -　ヨーロッパオープン・プラハ 優勝
- 2023年 -　グランプリ・アルマダ　優勝
- 2023年 -　グランドスラム・アンタルヤ　3位
- 2023年 -　グランドスラム・バクー　2位
- 2024年 -　グランドスラム・バクー　3位
- 2024年 -　グランドスラム・タシケント　2位
- 2025年 - ヨーロッパ選手権　3位

(出典)